# Suillia marginata
Suillia marginata är en tvåvingeart som beskrevs av Leander Czerny 1931. Suillia marginata ingår i släktet Suillia och familjen myllflugor. Inga underarter finns listade i Catalogue of Life.